# Time Volley Matera 2011-2012
Questa voce raccoglie le informazioni riguardanti la Time Volley Matera nelle competizioni ufficiali della stagione 2011-2012.

## Organigramma societario
Area direttiva
- Presidente: Nicola Benedetto

Area tecnica
- Allenatore: Giovanni D'Onghia
- Allenatore in seconda: Giovanni Moschetti
- Scout man: Domenico Ianuzziello

Area sanitaria
- Medico: Bruna Rondinone
- Preparatore atletico: Vito Papangelo
- Fisioterapista: Vito Frangione

## Rosa
| N° | Nome                  | Ruolo | Data di nascita  | Nazionalità sportiva |
| -- | --------------------- | ----- | ---------------- | -------------------- |
| 2  | Giorgia Cacciapaglia  | L     | 14 dicembre 1987 | Italia               |
| 3  | Claudia Ciotoli       | C     | 30 gennaio 1985  | Italia               |
| 5  | Ivana Popović         | S     | 13 gennaio 1983  | Serbia               |
| 7  | Ambra Flammini        | S     | 5 agosto 1988    | Italia               |
| 8  | Svetla Angelova       | P     | 20 febbraio 1988 | Italia               |
| 9  | Melissa Donà          | S     | 11 aprile 1982   | Italia               |
| 10 | Linda Martinuzzo      | C     | 10 ottobre 1992  | Italia               |
| 12 | Melania Blunda        | S     | 10 febbraio 1986 | Italia               |
| 13 | Michela Benefico      | S     | 1º dicembre 1985 | Italia               |
| 14 | Elena Keldibekova     | P     | 23 giugno 1974   | Perù                 |
| 15 | Antonella Paternoster | P     | 29 novembre 1997 | Italia               |
| 16 | Magdalena Tekiel      | S     | 25 agosto 1987   | Polonia              |

## Risultati

### Serie A2

#### Girone di andata
| 1ª giornata - 9 ottobre 2011 PalaRota, Mercato San Severino       | Rota           | 3 - 0 | Time Matera         | 25-13, 25-20, 25-11               |
| 2ª giornata - 16 ottobre 2011 PalaSassi, Matera                   | Time Matera    | 3 - 0 | Forlì               | 25-0, 25-0, 25-0                  |
| 3ª giornata - 23 ottobre 2011 PalaSerenelli, Loreto               | Loreto         | 3 - 0 | Time Matera         | 25-14, 25-15, 25-11               |
| 4ª giornata - 30 ottobre 2011 PalaSassi, Matera                   | Time Matera    | 0 - 3 | Crema               | 22-25, 18-25, 18-25               |
| 5ª giornata - 6 novembre 2011 PalaSassi, Matera                   | Time Matera    | 0 - 3 | San Vito            | 15-25, 22-25, 23-25               |
| 6ª giornata - 13 novembre 2011 PalaParenti, Santa Croce sull'Arno | Santa Croce    | 3 - 0 | Time Matera         | 25-19, 25-23, 25-18               |
| 7ª giornata - 20 novembre 2011 PalaSassi, Matera                  | Time Matera    | 0 - 3 | Pontecagnano Faiano | 22-25, 20-25, 21-25               |
| 8ª giornata - 27 novembre 2011 Palazzetto dello Sport, Giaveno    | Cuatto Giaveno | 3 - 0 | Time Matera         | 25-14, 25-19, 25-22               |
| 9ª giornata - 4 dicembre 2011 PalaSassi, Matera                   | Time Matera    | 1 - 3 | Busnago             | 12-25, 26-24, 22-25, 15-25        |
| 10ª giornata - 8 dicembre 2011 Palazzetto dello sport, Frosinone  | IHF            | 3 - 0 | Time Matera         | 25-17, 26-24, 25-9                |
| 11ª giornata - 11 dicembre 2011 PalaLiabel, Salsomaggiore Terme   | Terre Verdiane | 3 - 0 | Time Matera         | 25-23, 25-21, 25-14               |
| 12ª giornata - 18 dicembre 2011 PalaSassi, Matera                 | Time Matera    | 3 - 2 | Verona              | 25-18, 21-25, 25-19, 23-25, 15-12 |
| 13ª giornata - 26 dicembre 2011 PalaScoppa, Soverato              | Soverato       | 3 - 0 | Time Matera         | 25-12, 25-11, 25-15               |
| 14ª giornata - 8 gennaio 2012 PalaSassi, Matera                   | Time Matera    | 0 - 3 | Antares             | 20-25, 17-25, 22-25               |
| 15ª giornata - 15 gennaio 2012 PalaBaslenga, Casalmaggiore        | Casalmaggiore  | 3 - 0 | Time Matera         | 25-15, 25-21, 25-20               |

#### Girone di ritorno
| 16ª giornata - 22 gennaio 2012 PalaSassi, Matera                       | Time Matera         | 1 - 3 | Rota           | 25-23, 20-25, 20-25, 17-25        |
| 17ª giornata - 29 gennaio 2012 PalaRomiti, Forlì                       | Forlì               | 3 - 2 | Time Matera    | 22-25, 25-18, 25-18, 27-29, 15-10 |
| 18ª giornata - 4 febbraio 2012 PalaSassi, Matera                       | Time Matera         | 2 - 3 | Loreto         | 25-20, 25-15, 12-25, 21-25, 10-15 |
| 19ª giornata - 12 febbraio 2012 PalaBertoni, Crema                     | Crema               | 3 - 0 | Time Matera    | 25-21, 25-16, 25-10               |
| 20ª giornata - 19 febbraio 2012 PalaMacchitella, San Vito dei Normanni | San Vito            | 2 - 3 | Time Matera    | 31-29, 24-26, 19-25, 25-18, 19-21 |
| 21ª giornata - 26 febbraio 2012 PalaSassi, Matera                      | Time Matera         | 1 - 3 | Santa Croce    | 23-25, 25-21, 22-25, 20-25        |
| 22ª giornata - 11 marzo 2012 PalaPicentia, Pontecagnano Faiano         | Pontecagnano Faiano | 3 - 0 | Time Matera    | 25-19, 25-9, 25-19                |
| 23ª giornata - 18 marzo 2012 PalaSassi, Matera                         | Time Matera         | 0 - 3 | Cuatto Giaveno | 16-25, 17-25, 23-25               |
| 24ª giornata - 25 marzo 2012 PalaBusnago, Busnago                      | Busnago             | 3 - 1 | Time Matera    | 25-15, 20-25, 25-20, 25-17        |
| 25ª giornata - 1º aprile 2012 PalaSassi, Matera                        | Time Matera         | 2 - 3 | IHF            | 23-25, 25-16, 25-23, 20-25, 8-15  |
| 26ª giornata - 7 aprile 2012 PalaSassi, Matera                         | Time Matera         | 1 - 3 | Terre Verdiane | 25-22, 23-25, 21-25, 23-25        |
| 27ª giornata - 15 aprile 2012 PalaGeorge, Montichiari                  | Verona              | 3 - 0 | Time Matera    | 25-22, 25-20, 25-16               |
| 28ª giornata - 22 aprile 2012 PalaSassi, Matera                        | Time Matera         | 3 - 2 | Soverato       | 25-16, 22-25, 17-25, 25-17, 15-8  |
| 29ª giornata - 25 aprile 2012 PalaPozzillo, Sala Consilina             | Antares             | 1 - 3 | Time Matera    | 20-25, 22-25, 25-18, 20-25        |
| 30ª giornata - 29 aprile 2012 PalaSassi, Matera                        | Time Matera         | 1 - 3 | Casalmaggiore  | 23-25, 21-25, 25-20, 19-25        |